# Церкви Молдови
 Вісім румунських православних церков Молдови розташовані в графстві Сучава на півночі Молдови і були побудовані приблизно між 1487 та 1583 роками. 
Починаючи з 1993 року, ЮНЕСКО занесла їх до списку Всесвітньої спадщини. Церква Воскресіння у монастирі Сучави була додана в 2010 році. 

## Всесвітня спадщина
| Зображення | Ім'я                                     | Місцезнаходження     | Побудований | Засновник       |
| ---------- | ---------------------------------------- | -------------------- | ----------- | --------------- |
|            | Церква Усікновення Глави Іоанна Предтечі | Арбор                | 1502 рік    | Лука Арбор      |
|            | Церква Успіння Божої Матері              | Mănăstirea Humorului | 1530 рік    | Жаба Бубуйог    |
|            | Церква Благовіщення                      | Ватра Молдовиєй      | 1532 рік    | Петру Рареș     |
|            | Церква Воздвиження Святого Хреста        | Pătrăuți             | 1487 рік    | Ștefan cel Mare |
|            | Церква Святого Миколая                   | Пробота              | 1530 рік    | Петру Рареș     |
|            | Георгіївська церква                      | Сучава               | 1522 рік    | Богдан III      |
|            | Георгіївська церква                      | Воронеț              | 1488 рік    | Ștefan cel Mare |
|            | Воскресенська церква                     | Sucevița             | 1581 рік    | Георге Мовілі   |

## Інші церкви
| Ім'я                  | Місцезнаходження                    | Побудований | Засновник        |
| --------------------- | ----------------------------------- | ----------- | ---------------- |
| Агапійський монастир  | Агапія, графство Неам               | 1643 рік    | Гавриїл Кочі     |
| Монастир Богдана      | Радауї, графство Сучава             | 1360 рік    | Богдан І         |
| Монастир Цетауя       | Iași, Iași повіт                    | 1672 рік    | Георге Дука      |
| Монастир Драгомірна   | Мітоку Драгомирней, графство Сучава | 1609 рік    | Анастасія Крімка |
| Монастир Галата       | Iași, Iași повіт                    | 1584 рік    | Петру Чіопул     |
| Монастир Голія        | Iași, Iași повіт                    | 1660 рік    | Іоан Голія       |
| Монастир Неам         | Ванаторі-Неам, графство Неам        | 1497 рік    | Ștefan cel Mare  |
| Монастир Путна        | Путна, графство Сучава              | 1466 рік    | Ștefan cel Mare  |
| Монастир Трей Ієрархі | Iași, Iași повіт                    | 1639 рік    | Василе Лупу      |
| Монастир Варатець     | Варатец, графство Неам              | 1785 рік    | Олімпіада        |

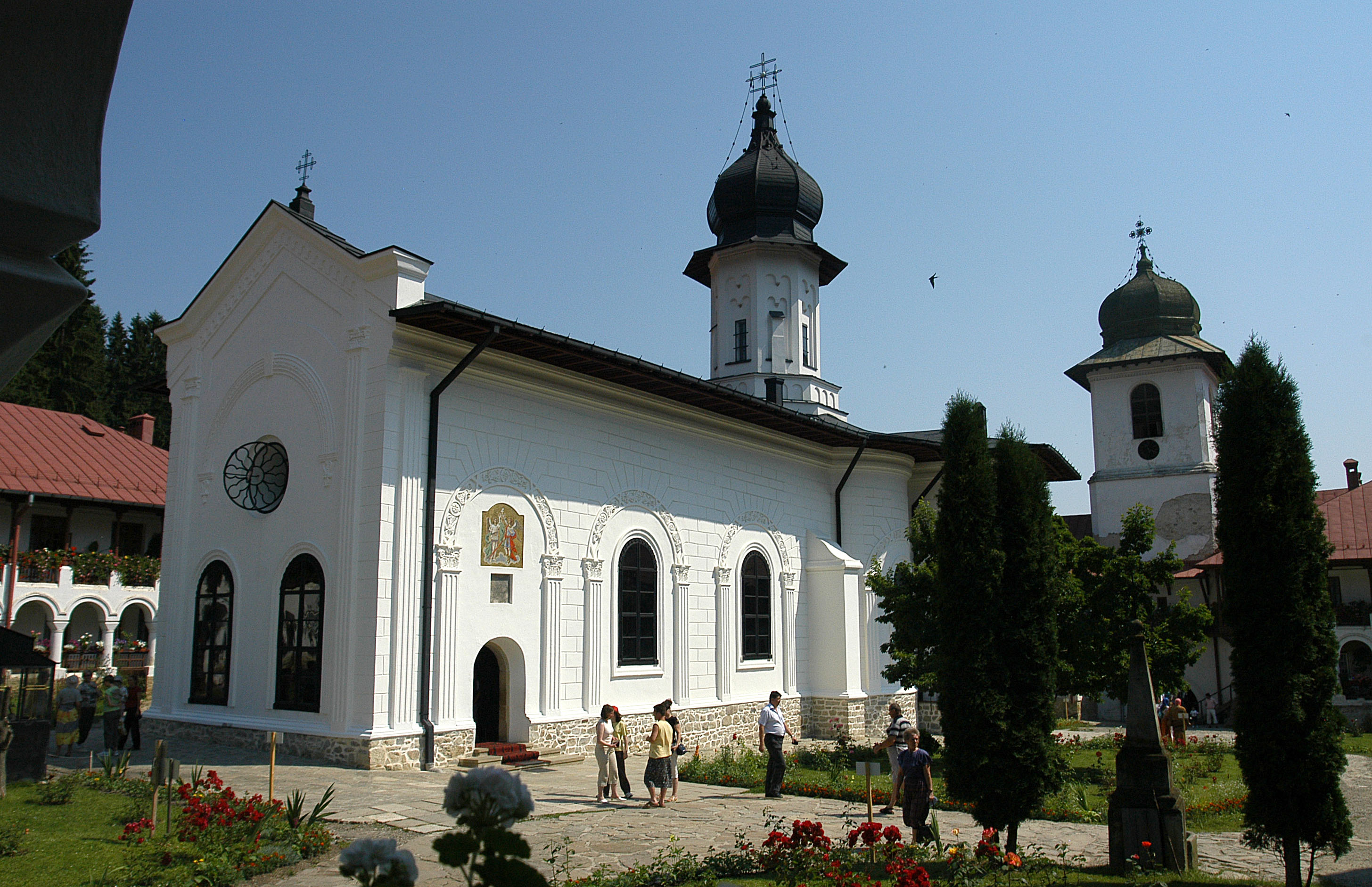
Агапійський монастир
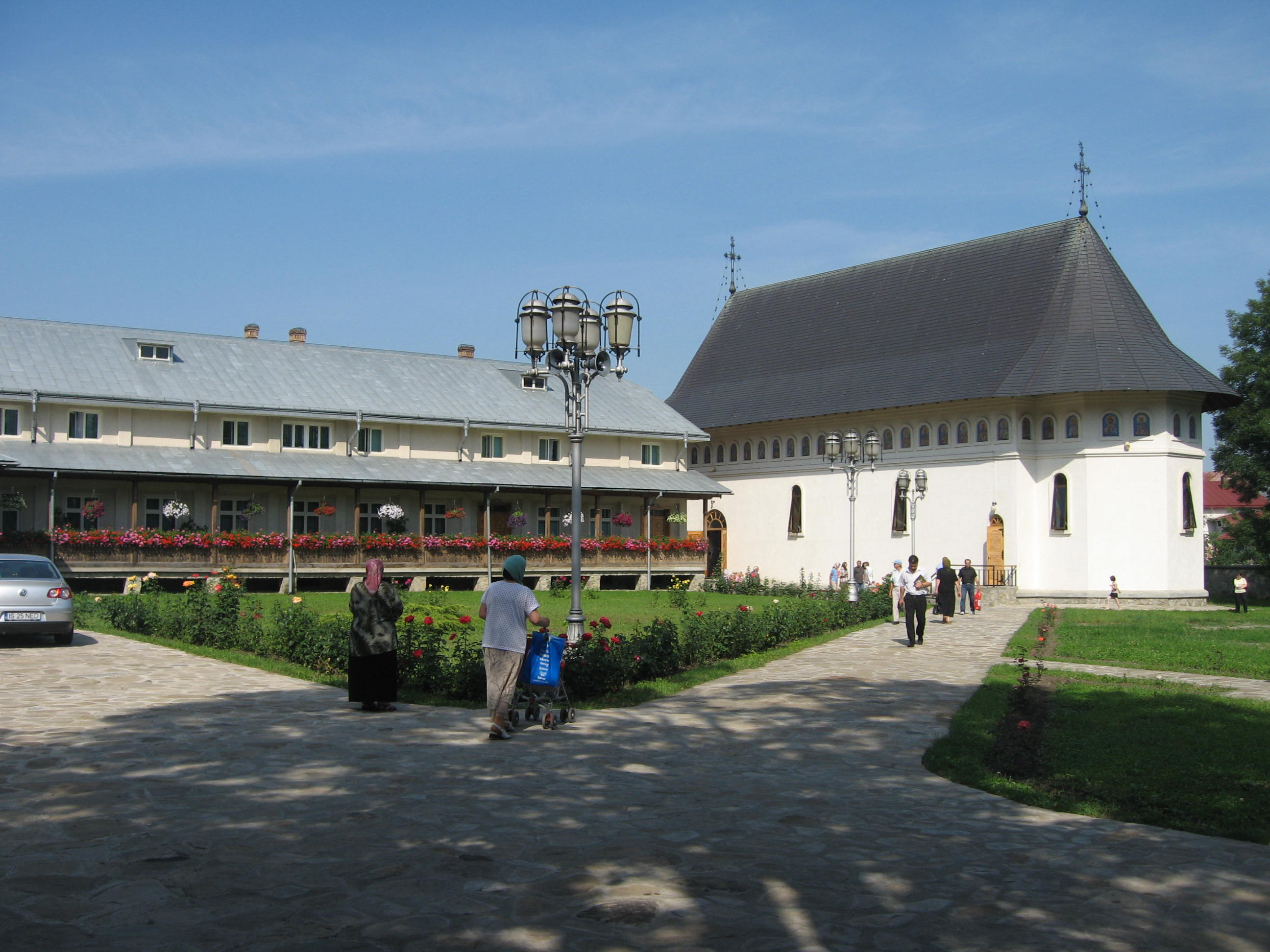
Монастир Богдана
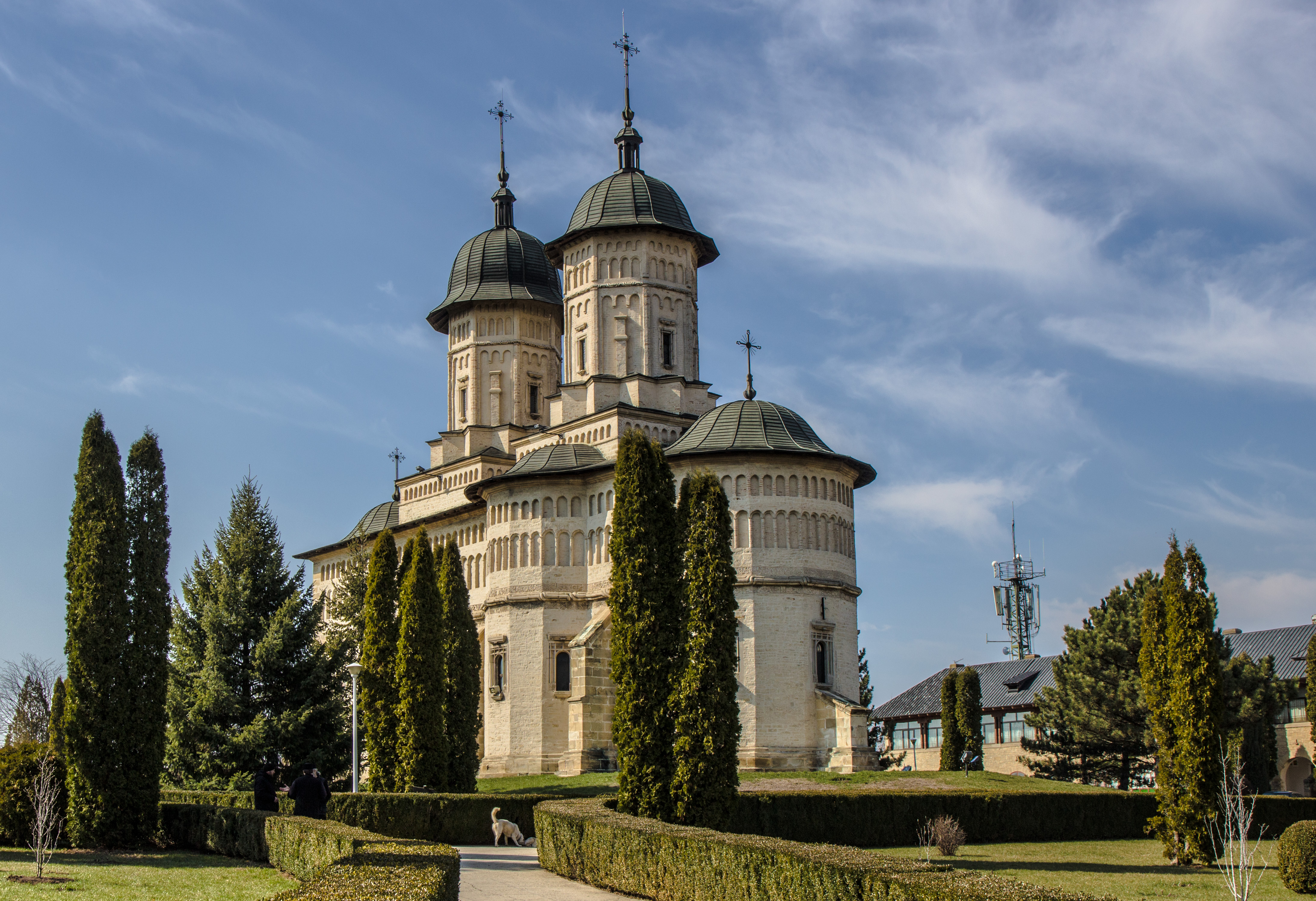
Монастир Цетауя
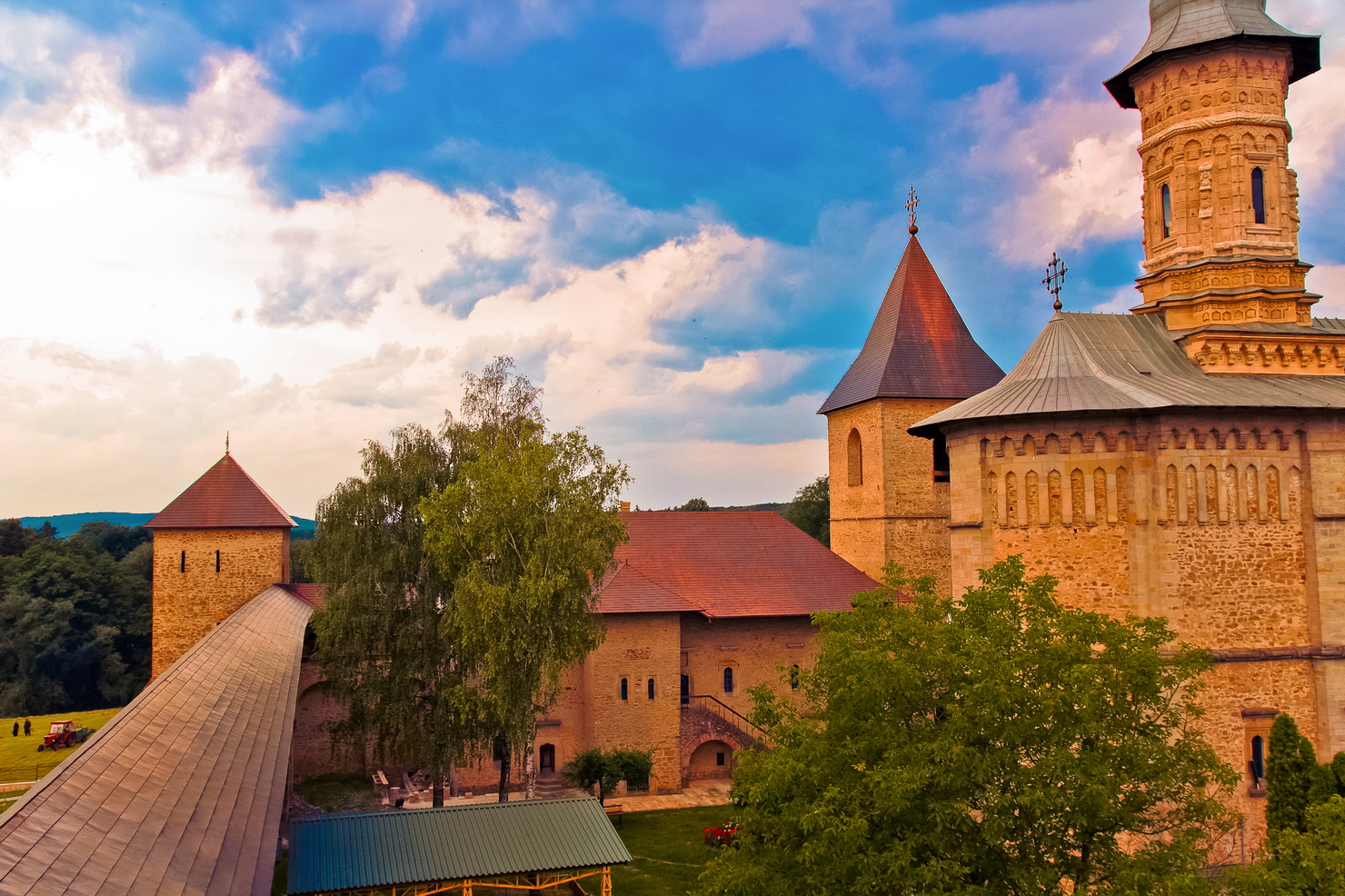
Монастир Драгомірна
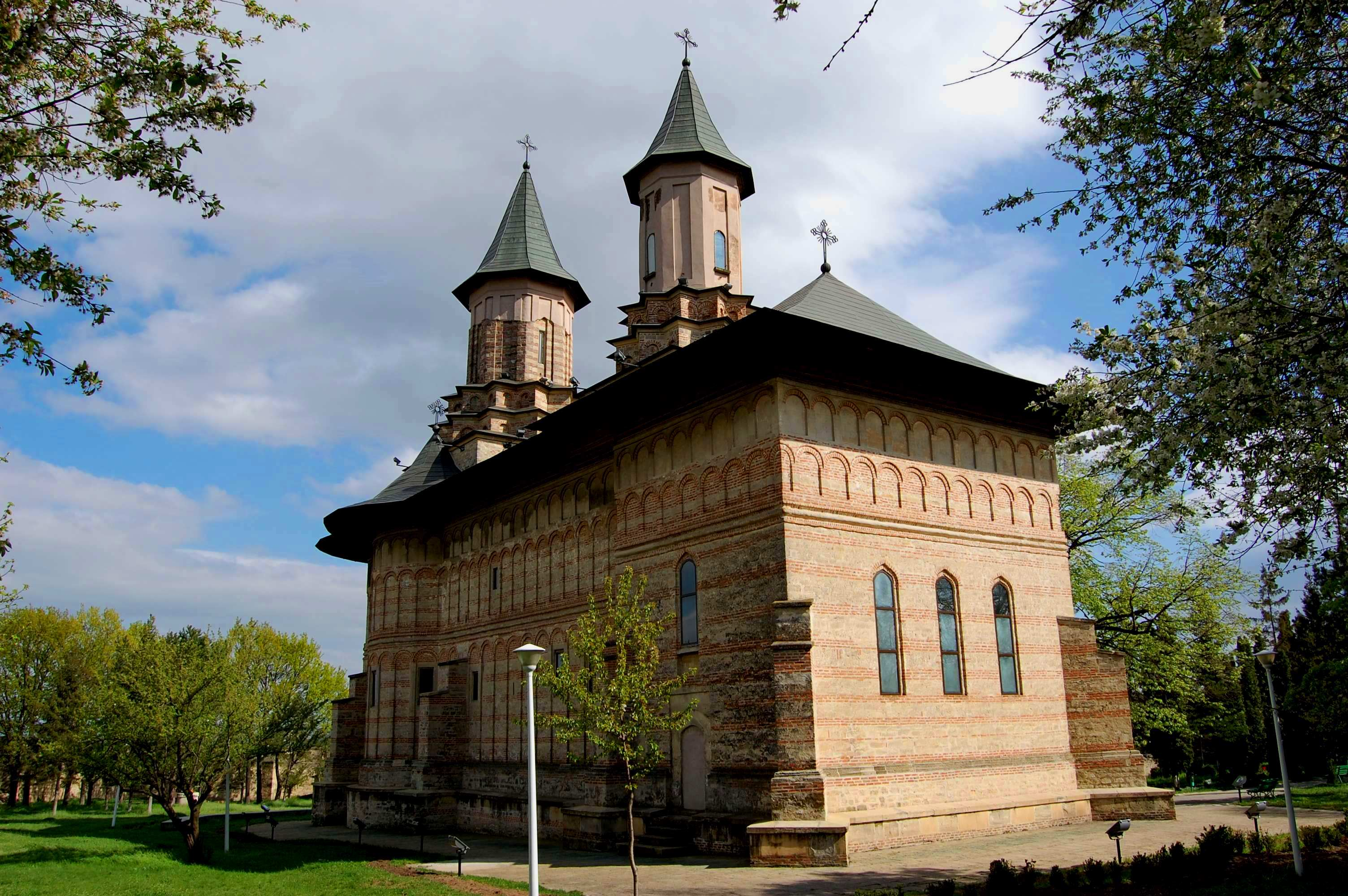
Монастир Галата
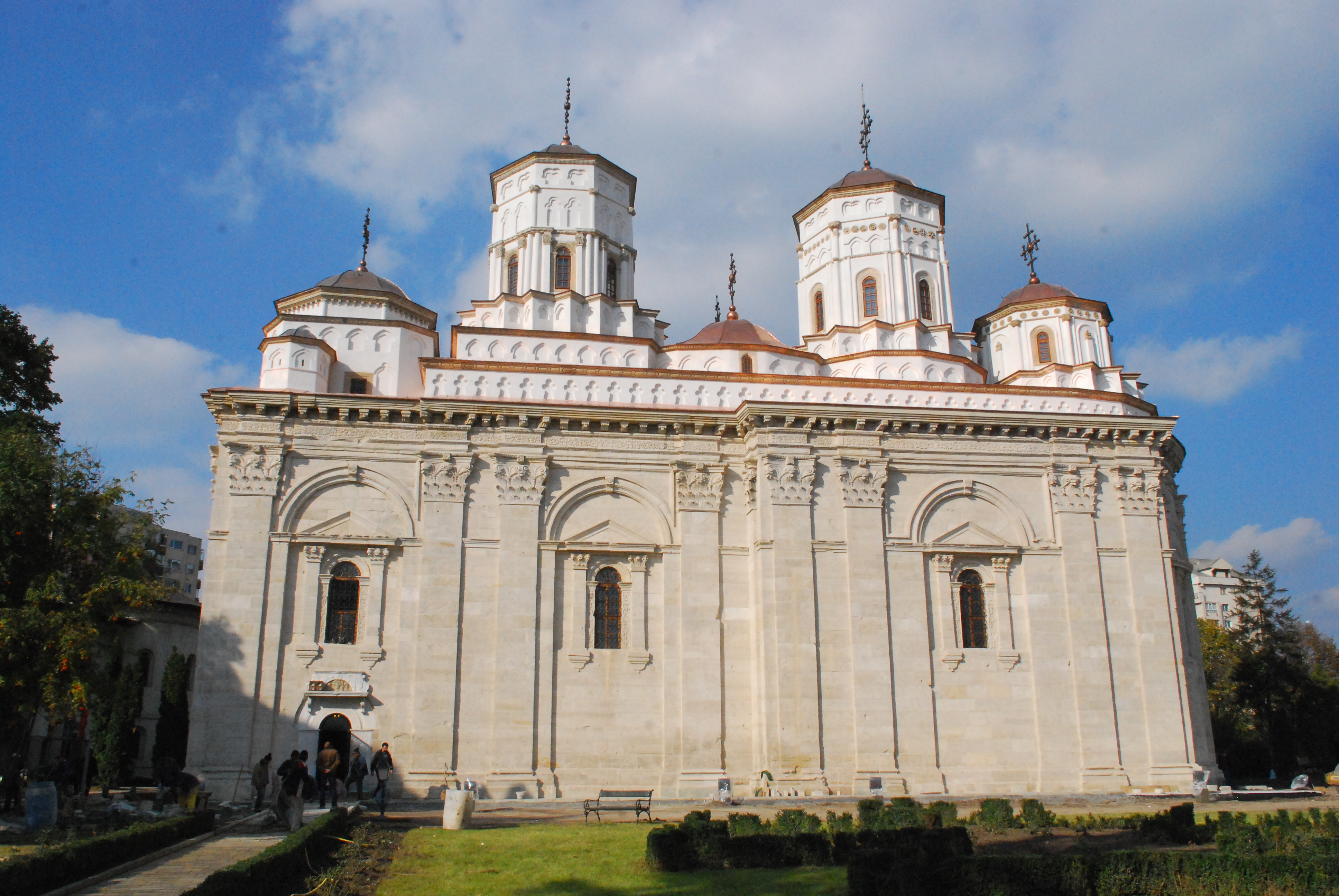
Монастир Голія
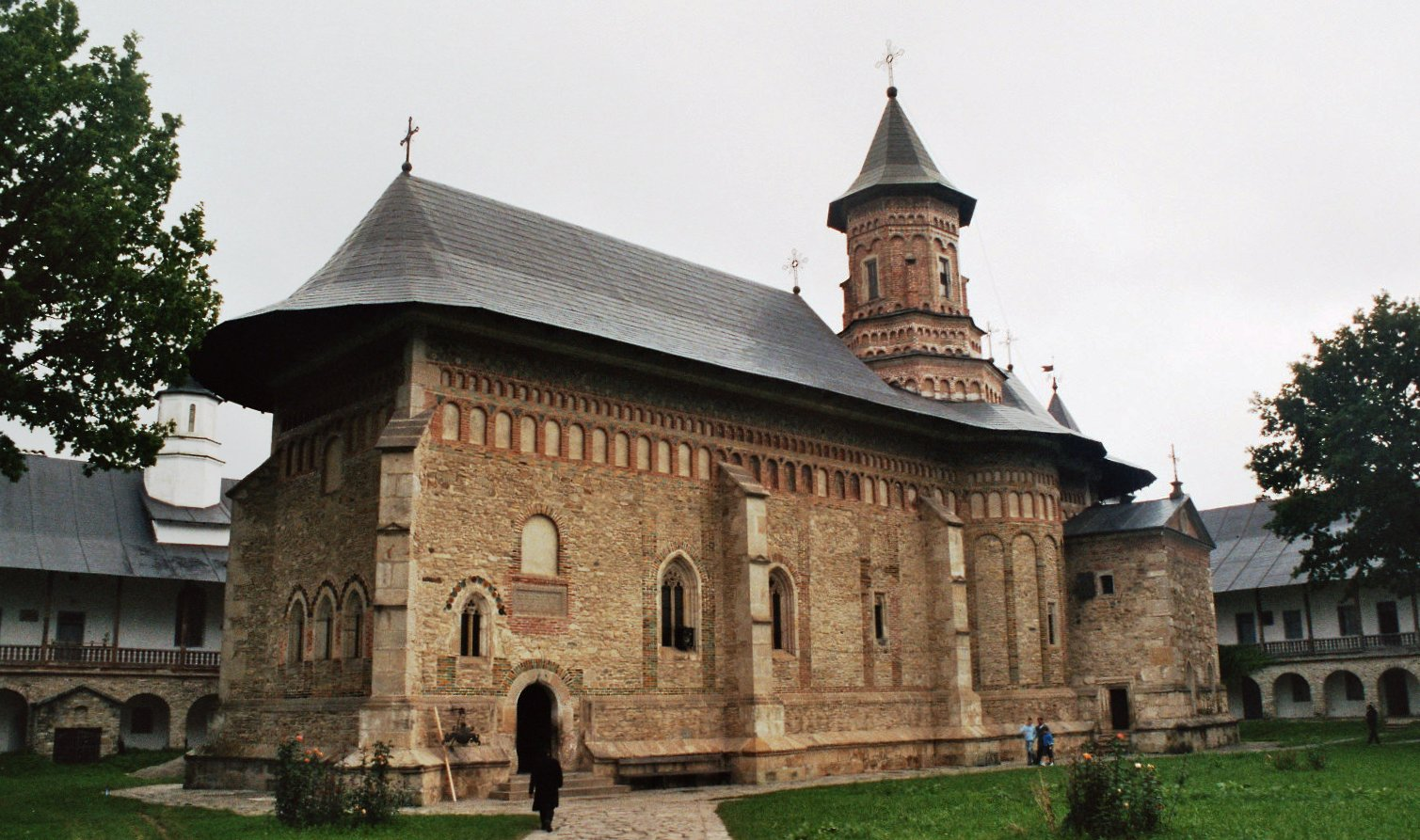
Монастир Неам
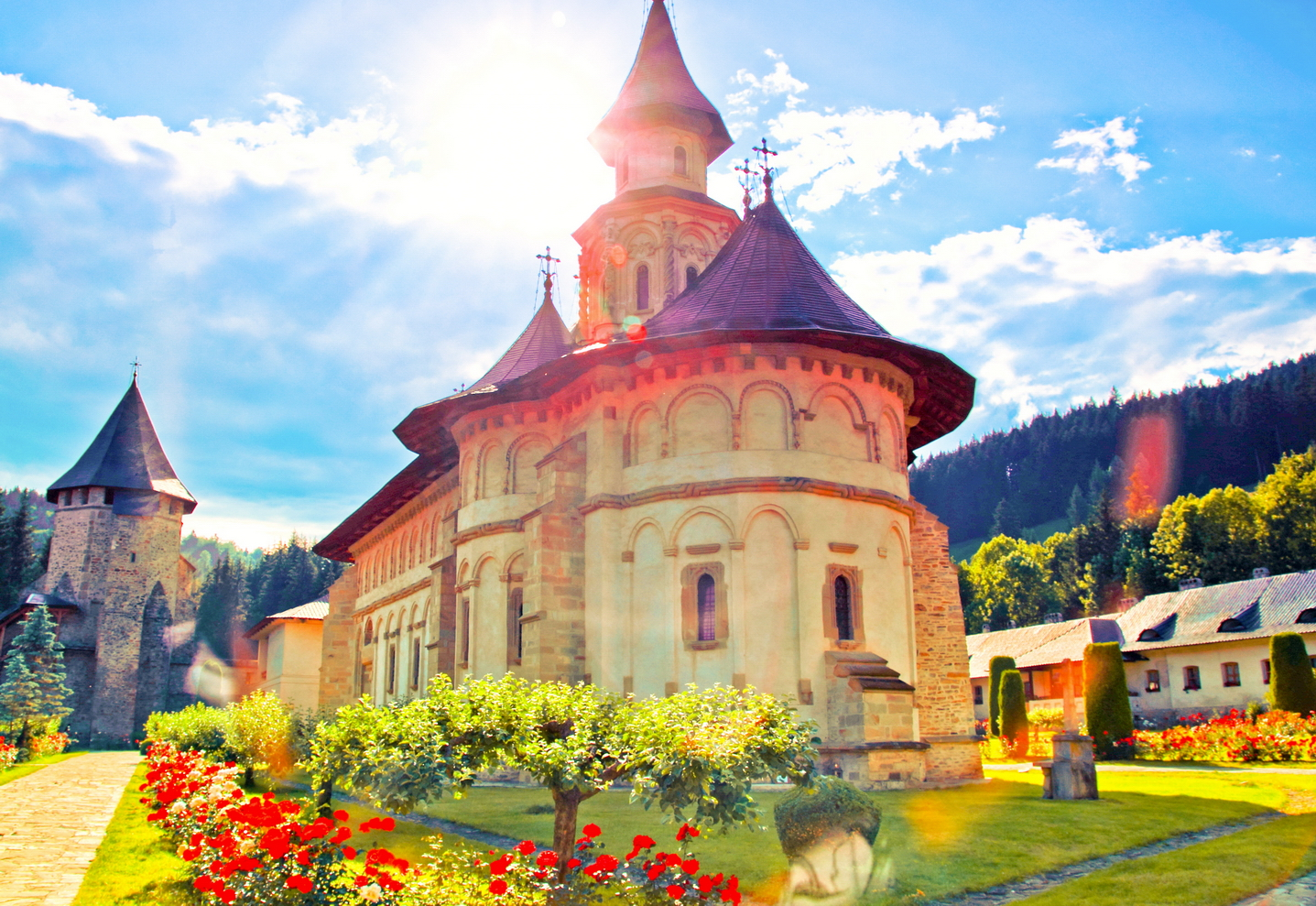
Монастир Путна
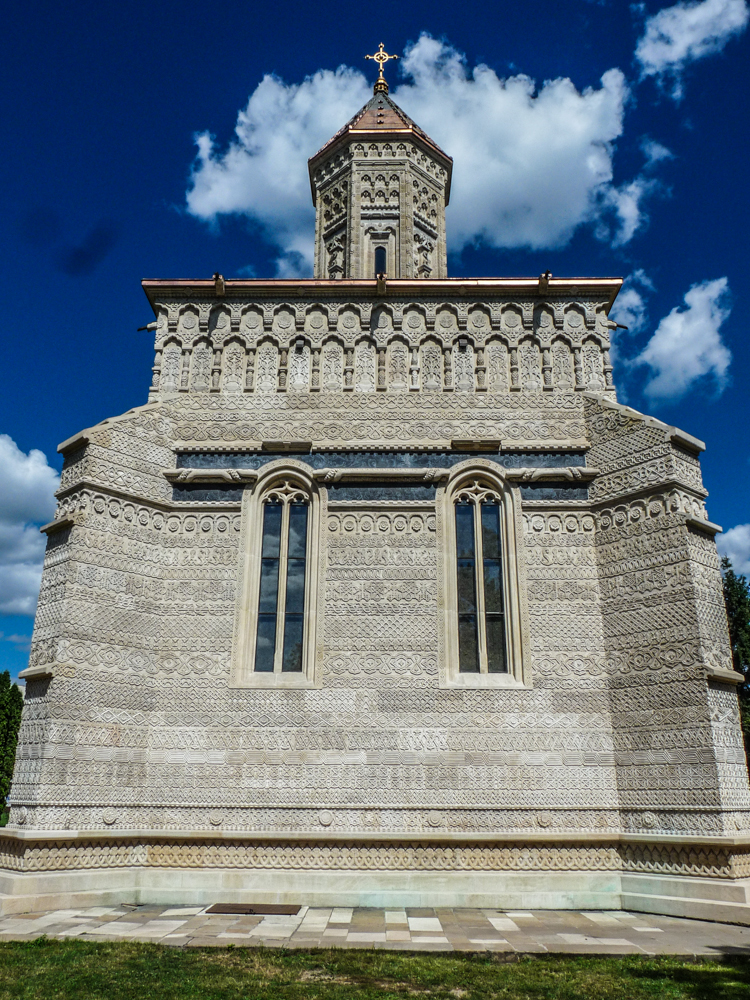
Монастир Трей Ієрархі
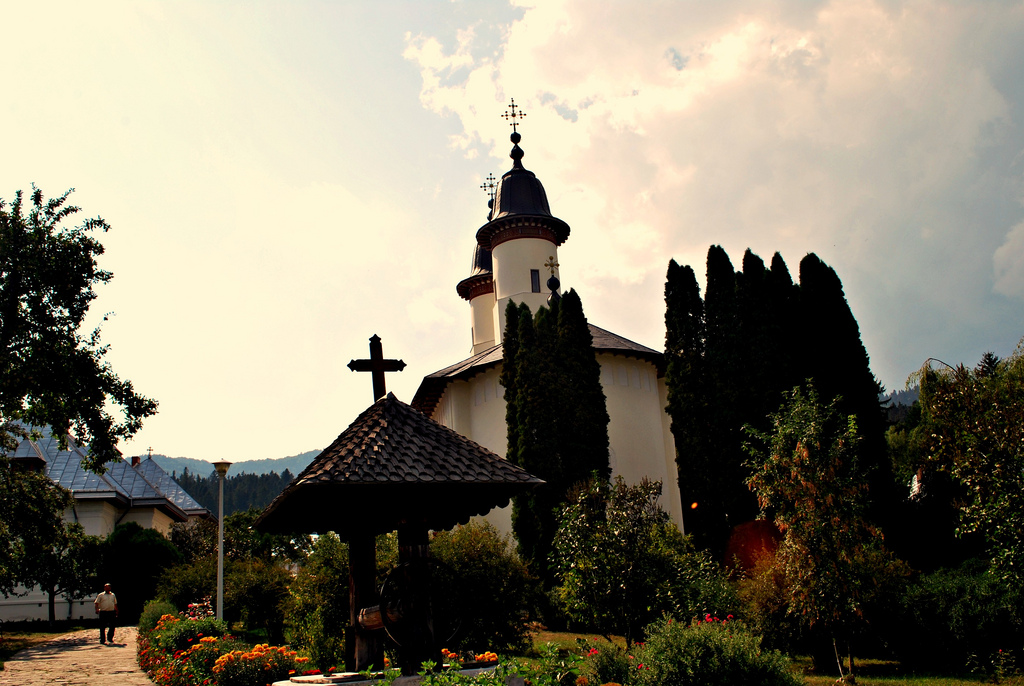
Монастир Варатець

## Дивись також
- Східна православна церква
- Список об'єктів всесвітньої спадщини Румунії

## Зовнішні посилання
- ЮНЕСКО: Всесвітня спадщина Церкви Молдови
- Культурна спадщина та релігійний туризм в Буковині та Молдавії
- Розписані чудеса Буковини
- Монастирі Буковини
- Десять чудес Буковини - стаття із зображеннями.
- Розписні церкви на Буковині